# Мерњано Сан Пјетро (Мачерата)
Мерњано Сан Пјетро (итал. Mergnano San Pietro) насеље је у Италији у округу Мачерата, региону Марке.
Према процени из 2011. у насељу је живело 60 становника. Насеље се налази на надморској висини од 445 м.